# انتخابات مجلس شورای ملی (۱۳۱۶)
انتخابات مجلس یازدهم ایران در سال ۱۳۱۶ برگزار شد. این مجلس در ۲۰ شهریور ماه گشوده شد.